# Felder Peak
Der Felder Peak ist ein felsiger und 1970 m hoher Berggipfel in der antarktischen Ross Dependency. In den Cook Mountains ragt er zwischen der Mündung des McCleary-Gletschers in den Darwin-Gletscher und der Westseite des Starbuck Cirque auf.
Das Advisory Committee on Antarctic Names benannte ihn im Jahr 2002. Namensgeber ist Robert P. Felder (* 1956) von der Ohio State University, der gemeinsam mit Gunter Faure (1934–2025) zwischen 1978 und 1979 geologische Untersuchungen in den nahegelegenen Brown Hills durchgeführt hatte.